# In a Bar, Under the Sea
Albums de dEUS
Worst Case Scenario
(1994) The Ideal Crash
(1999)
In a Bar, Under the Sea est le second album du groupe dEUS.
Rudy Trouvé, qui a décidé de quitter le groupe, n'est présent que sur deux titres. Il est remplacé par l'écossais Craig Ward.

## Liste des morceaux
1. I Don't Mind What Ever Happens (Stef Kamil Carlens) – 0:46
2. Fell Off the Floor, Man (Carlens, Ward, Tom Barman, Rudy Trouvé, De Borgher) – 5:13
3. Opening Night (Barman, Ward, dEUS) – 1:38
4. Theme from Turnpike (Barman) – 5:46
5. Little Arithmetics (Barman, Ward) – 4:30
6. Gimme the Heat (Barman, Carlens, Ward) – 7:38
7. Serpentine (Barman) – 3:17
8. A Shocking Lack Thereof (Ward, Barman, Carlens, Janzoons) – 5:52
9. Supermarketsong (Barman, Carlens, Trouvé) – 1:56
10. Memory of a Festival (Barman) – 1:52
11. Guilty Pleasures (Carlens, Ward, Barman, dEUS) – 4:23
12. Nine Threads (Ward) – 3:34
13. Disappointed in the Sun (Barman, Jorens) – 6:03
14. For the Roses (Barman, Carlens) – 4:57
15. Wake Me Up Before I Sleep (Barman) – 2:53